# Lal Ram Sharan Singh
Lal Ram Sharan Singh fue un diplomático, indio.
- Lal Ram Sharan Singh incorporó al Indian Civil Service (British India).
- Del 01 de enero de 1948 al 22 de julio de 1948 fue encargado del departamento de sellos y impuestos de cortes.
- El 11 de octubre de 1955 Lai Ram Sharan Singh obtuvo Exequatur como Cónsul General en Nueva York.[1]
- De abril de 1956 a julio de 1958 fue embajador en Río de Janeiro.
- Del 20 de abril de 1961 al 25 de septiembre de 1964 fue embajador en Varsovia.
- Del 25 de septiembre de 1964 a 1965 fue embajador en Roma tenía coacredición en Tirana y fue comisionado como Alto Comisionado en La Valeta.[2]